# Marengo deelemanae
Marengo deelemanae är en spindelart som beskrevs av Benjamin 2004. Marengo deelemanae ingår i släktet Marengo och familjen hoppspindlar. Inga underarter finns listade i Catalogue of Life.